# Dorfkirche Glienick

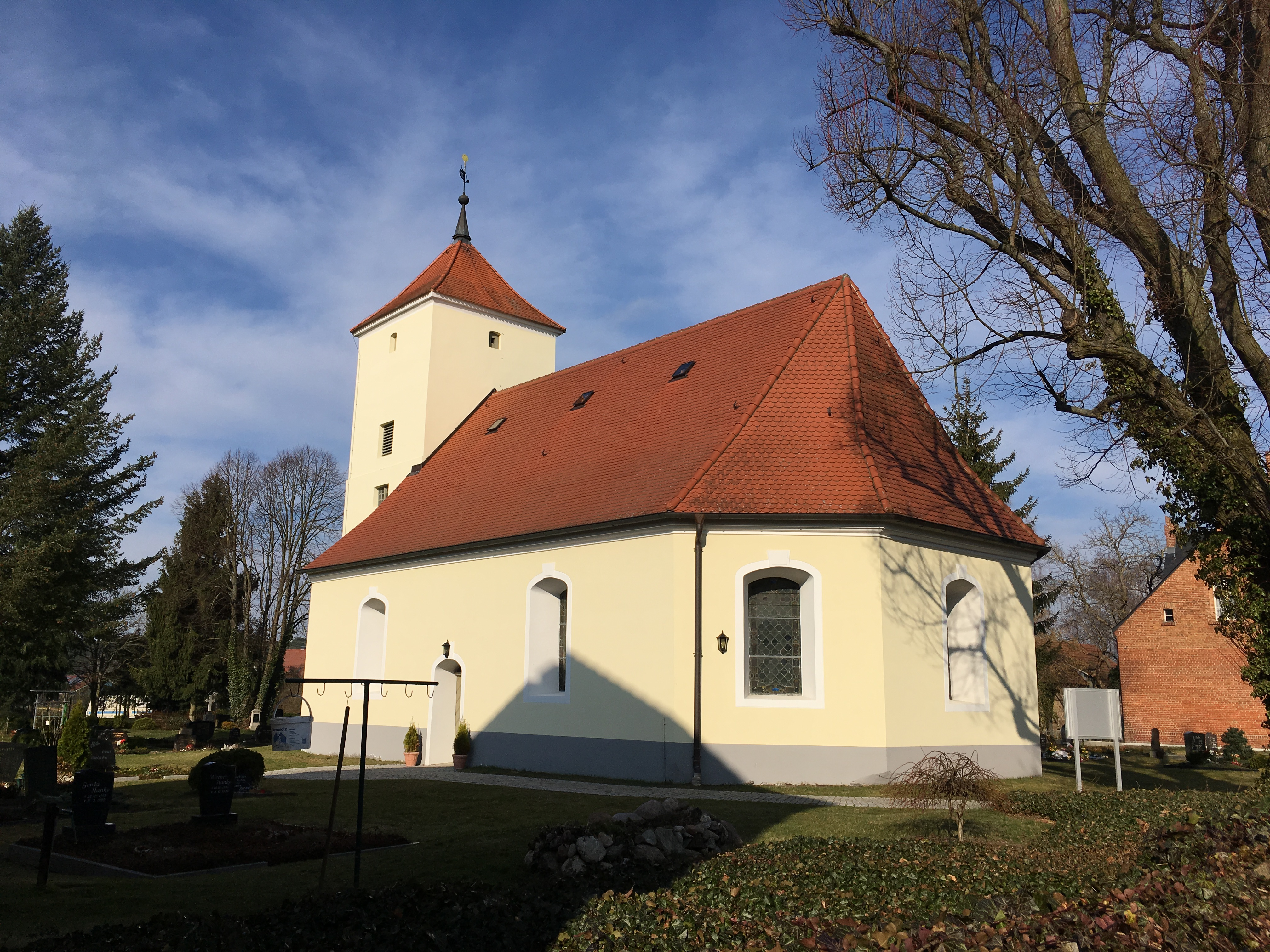
Dorfkirche Glienick

Die evangelische Dorfkirche Glienick ist eine Saalkirche in Glienick, einem Ortsteil der Stadt Zossen im Landkreis Teltow-Fläming in Brandenburg. Sie gehört zum Pfarrsprengel Christinendorf-Glienick des Evangelischen Kirchenkreises Zossen-Fläming der Evangelischen Kirche Berlin-Brandenburg-schlesische Oberlausitz.

## Lage
Die Kirche steht mittig im westlichen Bereich der Dorfaue, die sich ellipsenförmig in Nord-Süd-Richtung durch den Ort zieht. In dessen Zentrum ist ein kleiner Teich. Nördlich des Bauwerks steht das Pfarrhaus. Beide Gebäude sind, wie auch der umliegende Friedhof mit einer Mauer aus unbehauenen und nicht lagig geschichteten Feldsteinen errichtet, dessen Zwischenräume mit Mauersplitt und Granitsplittern verfüllt sind.

## Geschichte

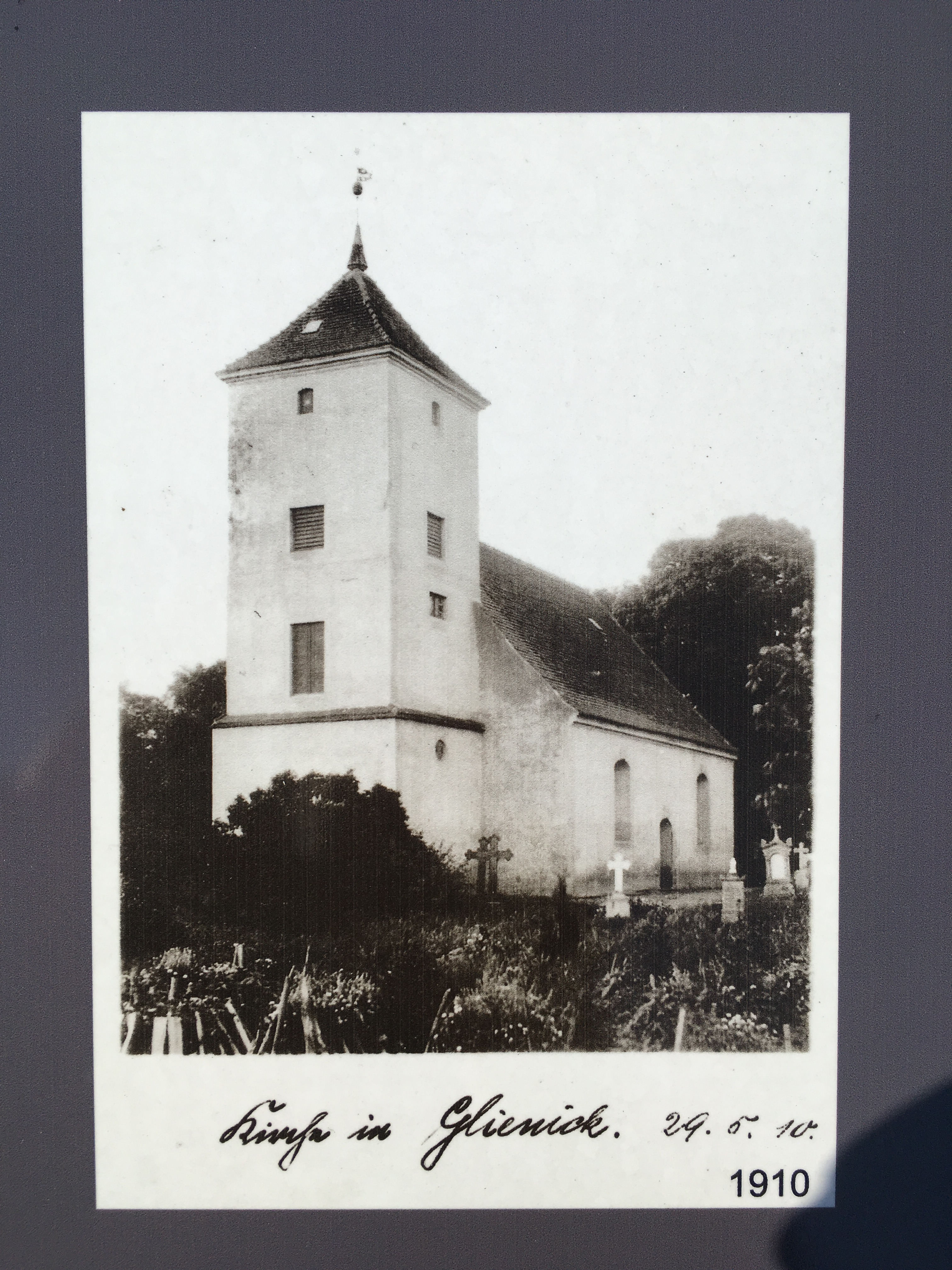
Historische Ansicht von 1910

Über die Baugeschichte ist bislang nicht viel bekannt. Im Dehio-Handbuch wird von einem spätmittelalterlichen Bauwerk gesprochen, womit die Zeit von der Mitte des 13. bis zum Ende des 15. oder Anfang des 16. Jahrhunderts bezeichnet wird. Die Stadt Zossen gibt auf einer Informationstafel im Ort den Zeitraum von 1400 bis 1500 als Entstehung an. Eine Tafel vor der Kirche verweist auf Untersuchungen des Baugrundes, die auf eine Errichtung im 13. Jahrhundert schließen lassen. Möglicherweise handelt es sich dabei aber auch um einen Vorgängerbau, der im Dreißigjährigen Krieg zerstört wurde, bzw. auf dessen Fundament ein neuer Bau entstand. Sicher ist, dass die Kirchengemeinde im Jahr 1730 die Ostwand erneuern musste, nachdem 1728 bei einem Gewitter der Ostgiebel einstürzte. 1751 erhielt der Westturm eine Turmuhr. Zehn Jahre später zeigten sich erneut Bauschäden, die eine Reparatur an der Kirche erforderlich machten. Der Turm, der zuvor vermutlich aus Feldsteinen errichtet wurde, erhielt einen Glattputz. 1782 mussten Handwerker erneut Reparaturen am Turm ausführen. Diese sind ebenfalls nicht von Dauer, so dass 1803 der Turm bis auf das Fundament zurückgebaut und anschließend dreigeschossig ausbaut wurde. Im Jahr 1903 erhielt das Kirchenschiff ein hölzernes Tonnengewölbe sowie ein Jahr später eine Orgel der Gebrüder Dinse aus Berlin.
In den Jahren 1907 bis 1908 erfolgte für 8322 Goldmark eine Generalsanierung des Bauwerks. Dabei fanden Arbeiter auf dem Dachboden eine Fünte aus dem Jahr 1570 und stellten sie in der Kirche auf. Vor Ausbruch des Ersten Weltkrieges hingen im Turm drei Glocken. Die Kirchengemeinde musste die kleinste Glocke – aus dem Jahr 1599 – im Zuge einer Metallspende des deutschen Volkes abgeben; sie ging verloren. Aus dem Jahr 1949 ist ein Briefwechsel überliefert, dem zufolge die Turmuhr nicht mehr reparabel war und ausgebaut wurde. Von 1972 bis 1976 erfolgte eine erneute Instandsetzung des Sakralbaus. 2011 wurde der Putz saniert und die Kirche erhielt einen neuen Anstrich.

## Baubeschreibung
Der Chor ist nicht eingezogen und hat einen dreiseitigen Ostschluss. Oberhalb eines grau verputzten Sockels sind an jeder der hell verputzten Seiten drei barocke, segmentbogenförmige und große Fenster, deren Faschen mit weißer Farbe nochmals betont wurden. Diese Formensprache findet der Betrachter auch an der nördlichen und südlichen Wand des Kirchenschiffs. Hier sind zwei gleich große Fenster, die im äußeren Drittel der Wand eingebaut wurden. An der Südseite ist zusätzlich noch eine gleich geformte, schlichte Pforte. Nach Westen schließt sich der quadratische Westturm an. In seinem unteren Geschoss ist an der Nord- und Südseite ein kleines, kreisförmiges Fenster. An der Westseite ermöglicht ein weiteres, identisch ausgeführtes Portal den Zutritt. Das mittlere Geschoss ist ein wenig schmaler ausgeführt. Hier befindet sich ein großes Fenster an der Westseite sowie zwei deutlich kleinere an der Nord- und Südseite, gefolgt von je drei gleich großen, rechteckigen Klangarkaden in einem nochmals leicht eingezogenen Geschoss. Unterhalb des Dachfirsts des Turms sind vier kleine Öffnungen erkennbar. Daran schließt sich das Pyramidendach an, das mit einer Turmkugel mit Wetterfahne und Kreuz abschließt. Alle Dachflächen sind mit rotem Biberschwanz gedeckt.

## Ausstattung
Der mit Schnitzwangen verzierte Kanzelaltar entstand im 18. Jahrhundert mit einem gesprengten Giebel und geschnitzten Wangen. Eine achteckige, hölzerne Fünte im Stil der Renaissance konnte auf das Jahr 1570 datiert werden und wurde 1976 restauriert. Sie wurde 1908 bei Aufräumarbeiten auf dem Dachboden gefunden. Der Orgelprospekt stammt, wie auch das Gestühl sowie die Hufeisenempore vermutlich aus der ersten Hälfte des 18. Jahrhunderts. Im Turm hängen zwei spätmittelalterliche Glocken, die auf die Jahre 1518 und 1519 datiert sind.
Vor der Kirche steht auf dem Dorfanger ein Denkmal für die Gefallenen aus den Weltkriegen.